# Traite du bétail
 (juillet 2020).
Si vous disposez d'ouvrages ou d'articles de référence ou si vous connaissez des sites web de qualité traitant du thème abordé ici, merci de compléter l'article en donnant les références utiles à sa vérifiabilité et en les liant à la section « Notes et références ».
Pour les articles homonymes, voir Traite.

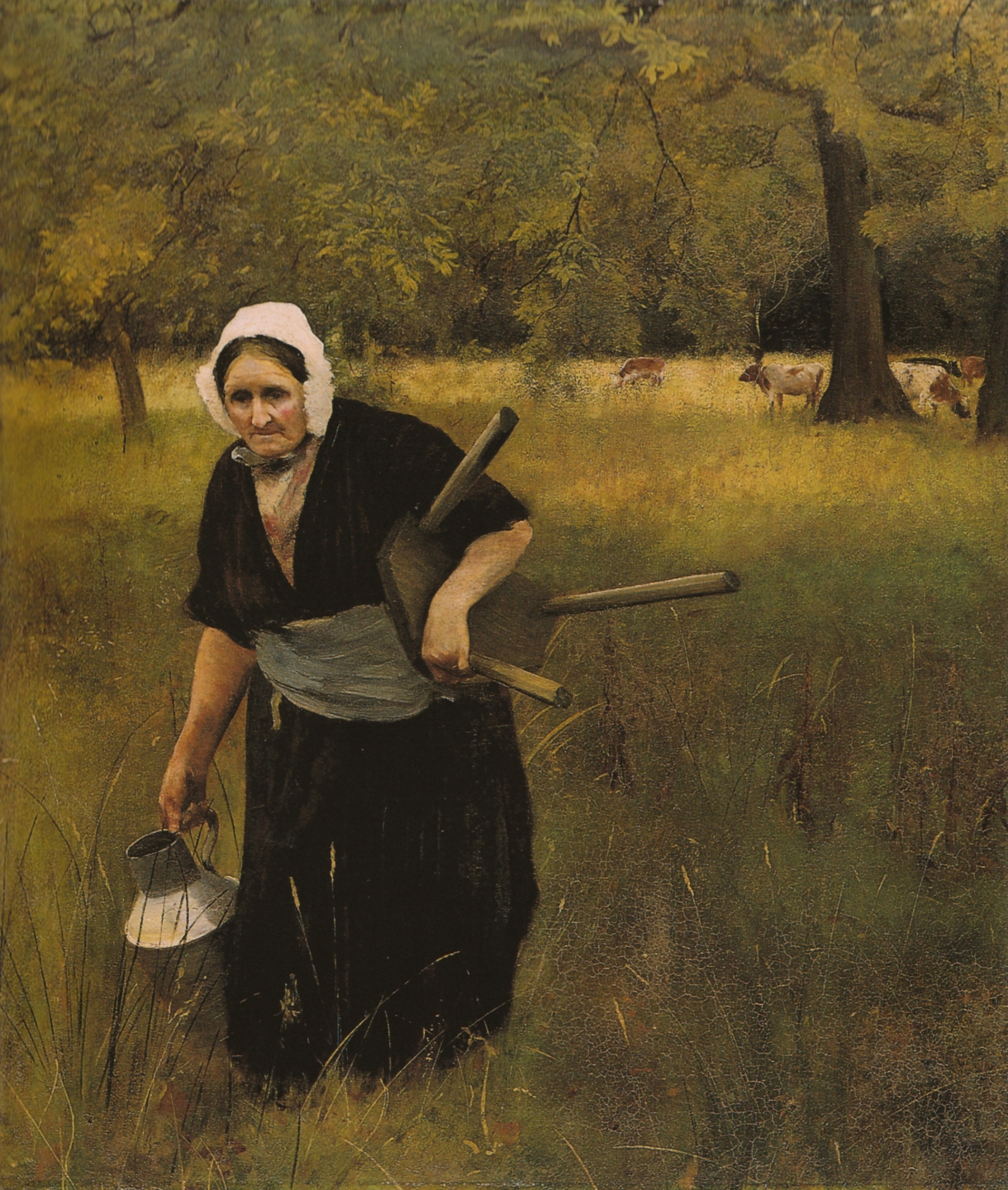
À la belle saison, la traite se fait parfois dans les pâtures (Tableau de Mansel Lewis, 1879). Remarquer le tabouret traditionnel à trois pieds.

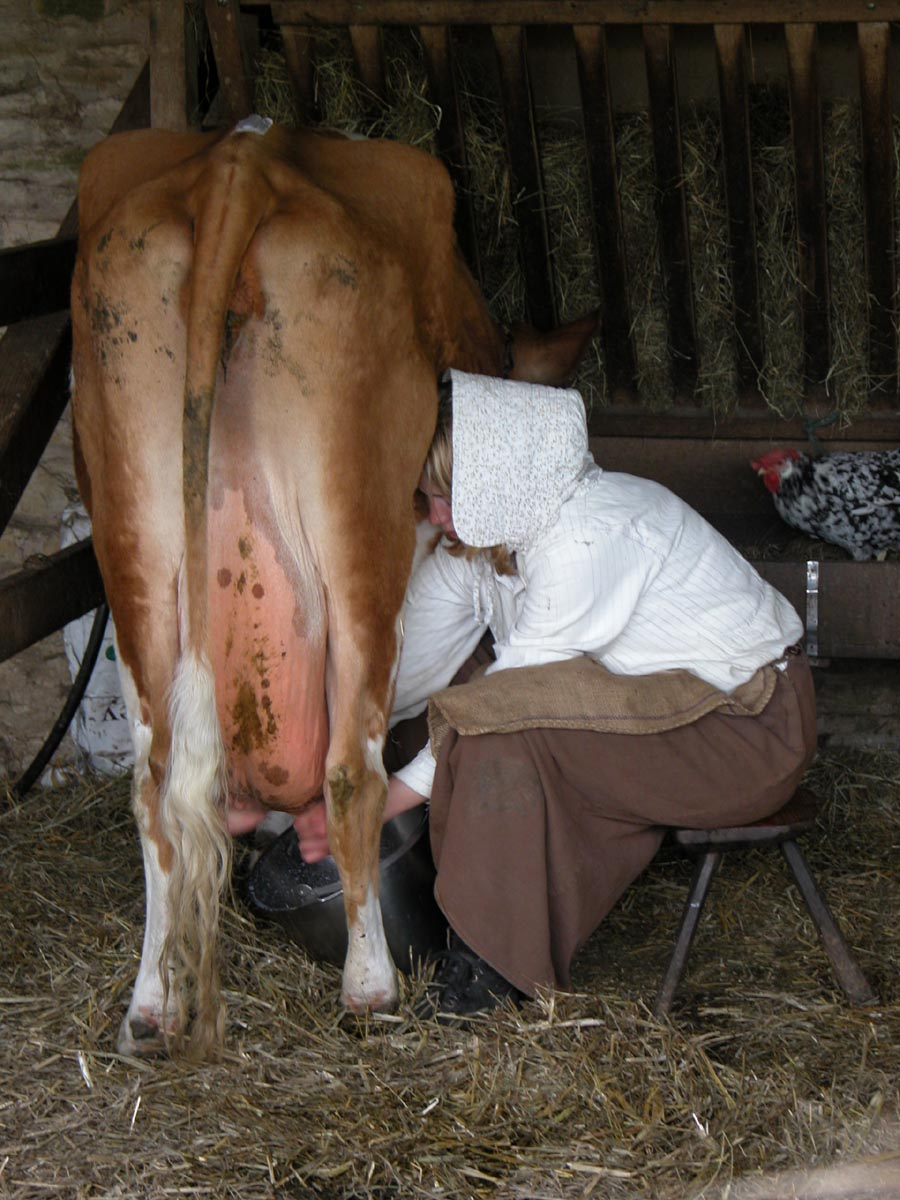
Traite à l'étable en Angleterre vers 1900 (reconstitution)

On appelle traite l'action de traire, c’est-à-dire la récupération  du lait des mamelles des mammifères domestiques (vache, chèvre, brebis, etc.) permise par l'action conjointe de l'animal (réflexe d'éjection du lait) et du trayeur ou du système de traite qui mime celle d'un petit allaité. 
Par analogie la récolte du venin de serpents, nécessaire à la fabrication d'antivenins est souvent appelée traite. 
La traite se fait soit manuellement, soit à l'aide de machines produisant massage et aspiration. Dans tous les cas, l'hygiène doit être considérée.
Elle a lieu habituellement le matin et le soir. C'est à cette occasion que l'éleveur examine particulièrement ses bêtes, leur apporte des soins ou une alimentation particulière.

## Réflexe d'éjection du lait
L'éjection du lait est provoquée par la libération d'ocytocine, elle-même sous la dépendance d'hormones hypophysaires.

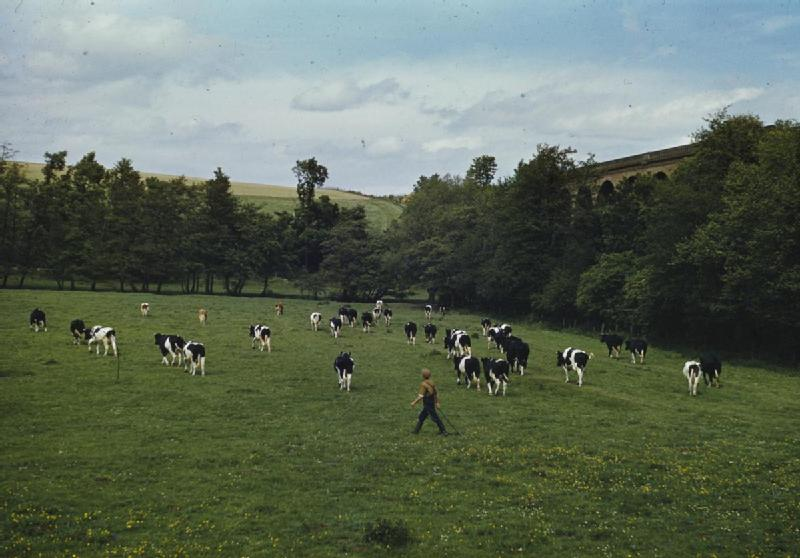
Rassemblement du troupeau pour la traite, Grande-Bretagne, entre 1939 et 1945

Au début de l'élevage laitier, la présence du veau de l'année était requise au début de la traite pour qu'elle donne son lait. C'est encore le cas pour certaines races (Salers par exemple). Le massage du pis voire les simples gestes habituels du trayeur suffisent généralement avec les races laitières actuelles.
L’historien grec Hérodote rapporte, dans le livre IV de ses Histoires, que les Scythes introduisaient des tubes dans les parties sexuelles des juments et soufflaient dedans ; cela aurait eu pour effet de gonfler les veines de l’animal et, ce faisant, d’abaisser le pis pour que le lait sorte plus facilement mais est en fait probablement lié à la production d'ocytocine. De l'ocytocine peut être injectée aux génisses présentant un œdème mammaire et retenant de ce fait leur lait, l'éjection du lait est alors immédiatement possible.

## Traite à la main
- La traite à la main d'un animal demande de l'expérience pour être efficace.
- On prend place sur un tabouret sur le côté de l'animal et l'on place un récipient entre ses jambes.
- On saisit un trayon et on le presse fermement (mais sans meurtrir l'animal) avec un déplacement vers le bas, ce qui en fait sortir le lait. Dans la plupart des cas, une main tire un trayon pendant que l'autre relâche le voisin selon un rythme assez rapide.
- En Suisse romande et sur l'Aubrac en France, on prend place sur un tabouret à un seul pied fixé sur le postérieur par une courroie. Il s'appelle botte-cul en Suisse.
- Des personnes expérimentées peuvent, pour des chèvres, tirer un litre à la minute.

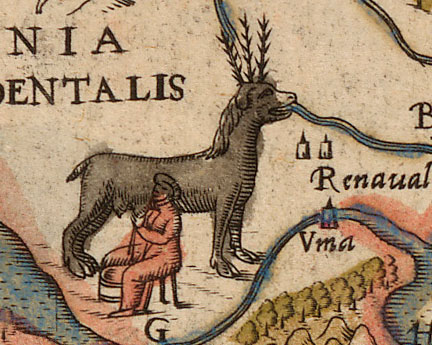
Traite de renne, Carta marina, 1572.
La traite en 1657, Karel Dujardin
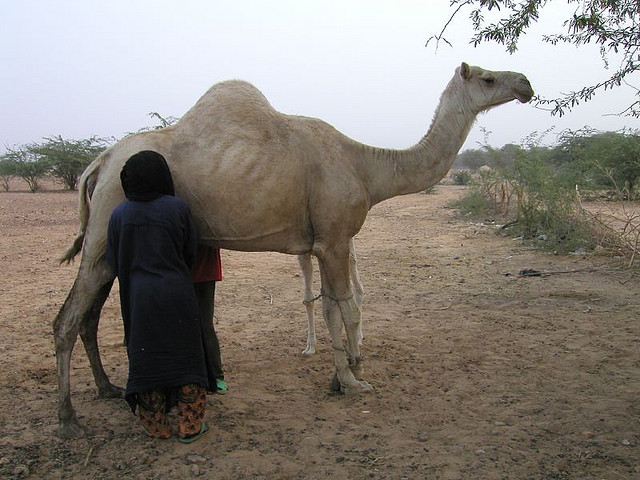
Traite d'une chamelle au Niger
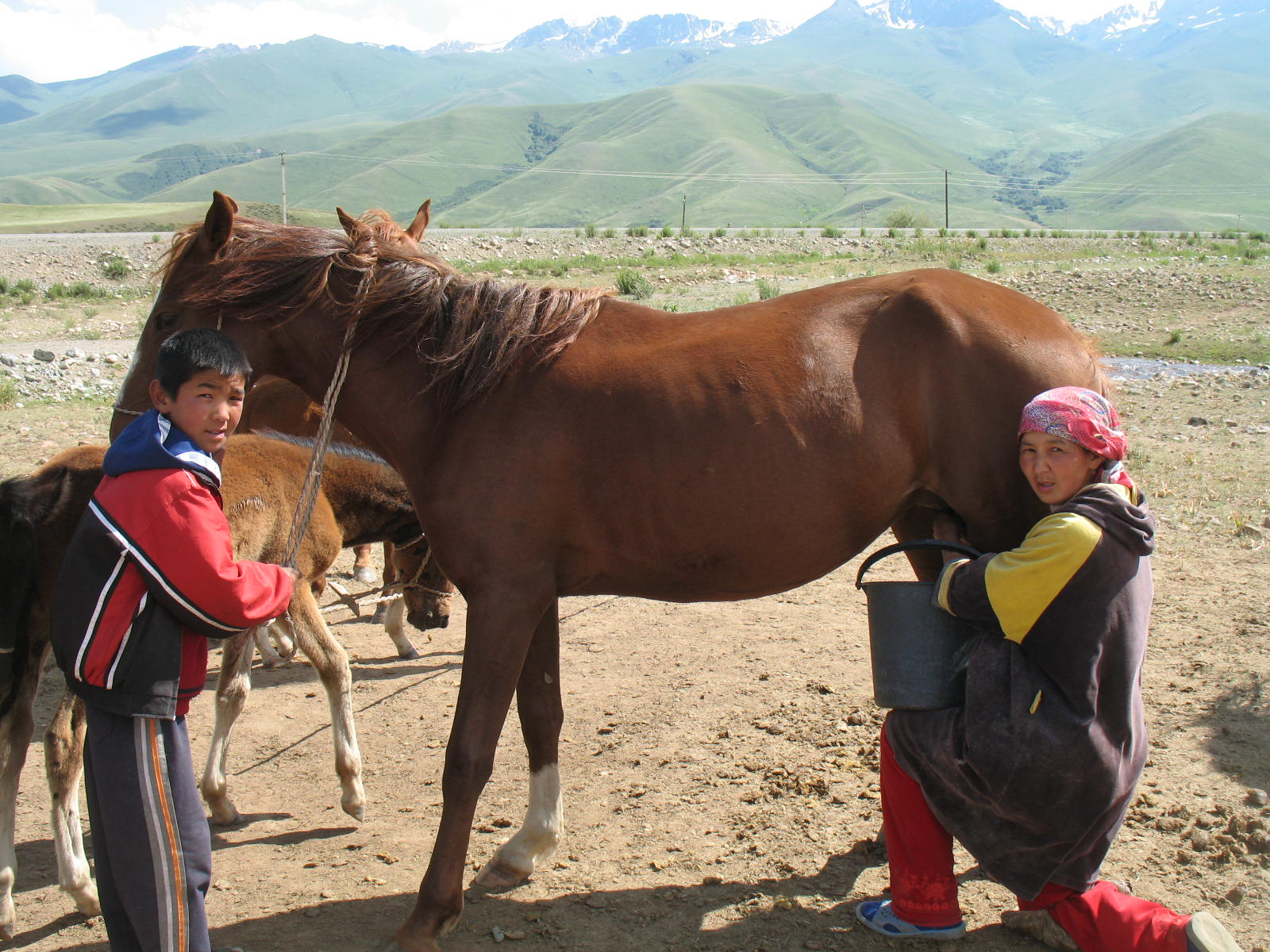
Traite à la main d'une jument au Kirghizistan
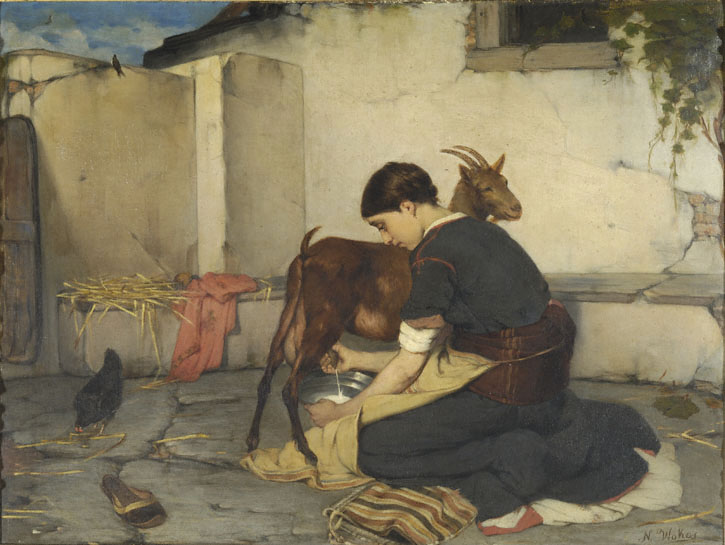
La Traite de la chèvre, peinture de Nikolaos Vokos, fin XIXe siècle.
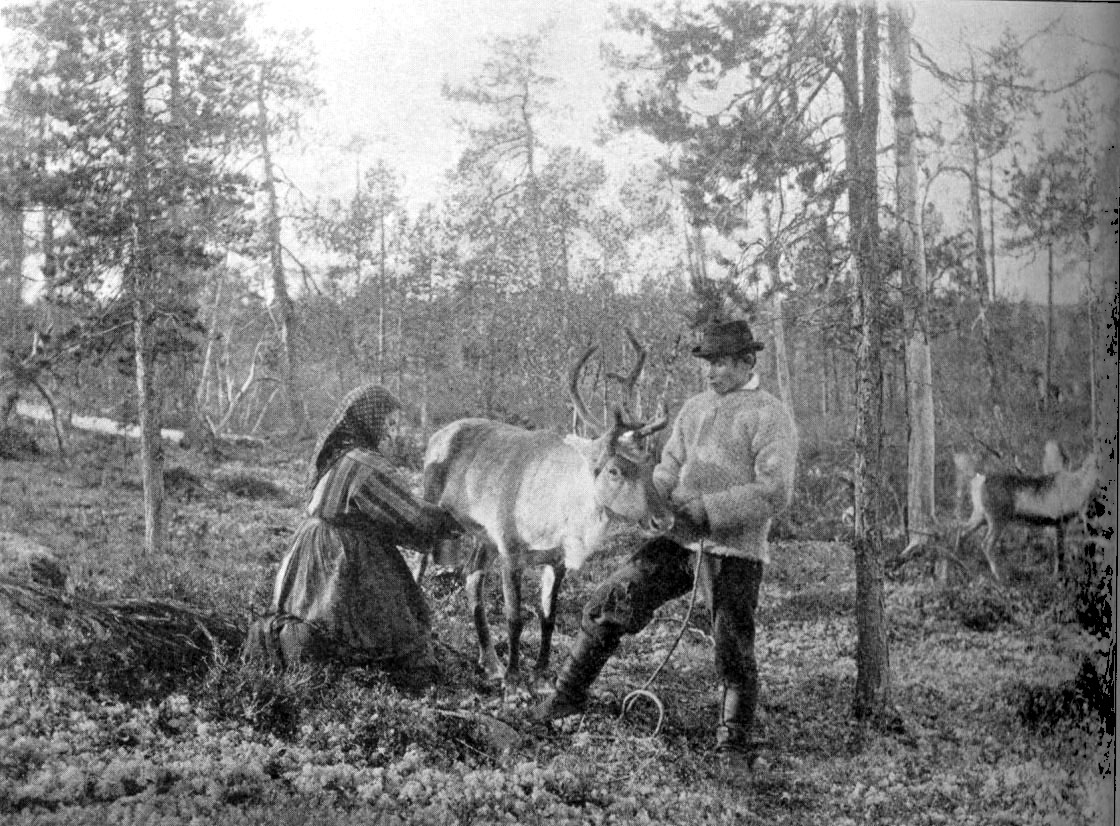
Traite de renne par des Kvènes, en Norvège, à la fin du XIXe siècle.
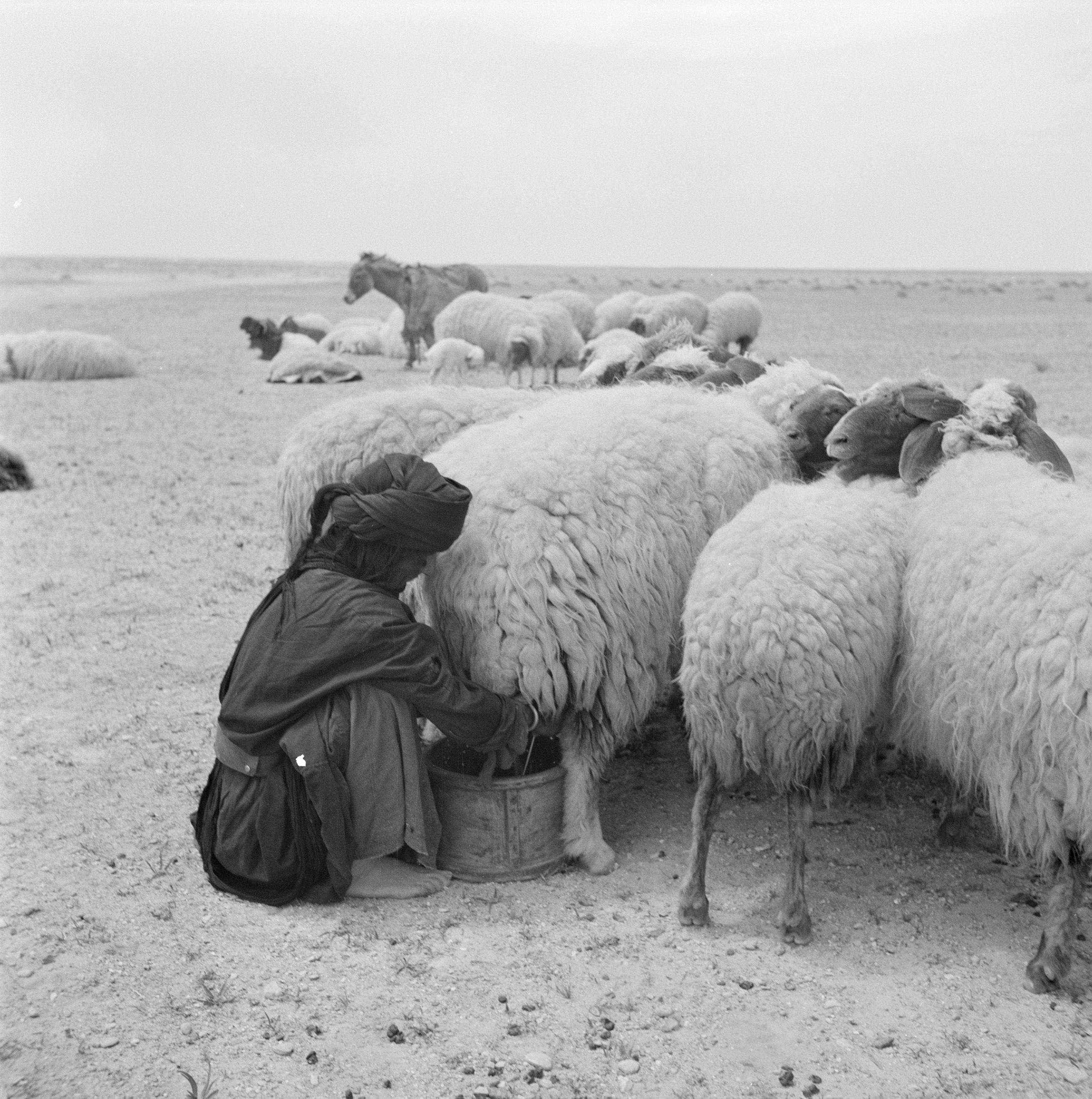
Traite d'une brebis par un Bédouin en Syrie, 1950

## Traite mécanique
Avec la modernisation des structures de production agricole, des systèmes pneumatiques (machine à traire)  ont été inventés pour faciliter la traite et limiter le temps à y passer; les gobelets trayeurs ont une double fonction : massage du trayon et aspiration du lait. Les phases de massage et d'aspirations sont réglées par un appareil appelé pulsateur autrefois entièrement pneumatique et aujourd'hui électropneumatique et souvent commandé  par une puce électronique. Il existe de nombreux systèmes de pompe à vide, l'essentiel étant pour la traite que le niveau de vide soit parfaitement régulé. C'est aussi la pompe à vide qui entraîne les flux d'eau et de lessive pour le nettoyage interne des gobelets et tubes à lait.
- pot trayeur : simple pot à lait alimenté par une pompe à vide (pression d'une demi-atmosphère). Si la traite se passe en extérieur le pot trayeur doit être accompagné de la pompe à vide sur chariot. En étable entravée la pompe à vide est fixe et prolongée par des tubes de vide vers chaque emplacement de traite. L'éleveur déplace son pot à chaque vache et place l'ensemble trayeur ou griffe de traite sur les trayons puis transporte le lait. La traite au pot trayeur est toujours pratiquée dans les élevages modernes, par exemple pour traire un animal malade isolé; il faut en effet continuer à traire un animal en lactation même si son lait est jeté.
- traite avec lactoduc (généralement en étable) : même système que le précédent, à ceci près que le lait est transféré directement à un réservoir  réfrigérant (tank) où est stocké le lait avant la collecte, Le trayeur ne déplace que la griffe.
- salle de traite : les vaches se déplacent vers un local optimisé pour la traite : la salle de traite qui peut comporter de 2 à plusieurs dizaines de places ; certaines sont mobiles (en alpage notamment),
- salle de traite partiellement automatisée : ajout du décrochage automatique de la griffe, du comptage du lait, de sortie rapide des animaux; l'ensemble peut aussi être posé sur un chassis tournant (carrousel ou familièrement roto) ce qui simplifie les mouvements des animaux et minimise les déplacements du vacher.
- le robot de traite ou salle de traite robotisée.

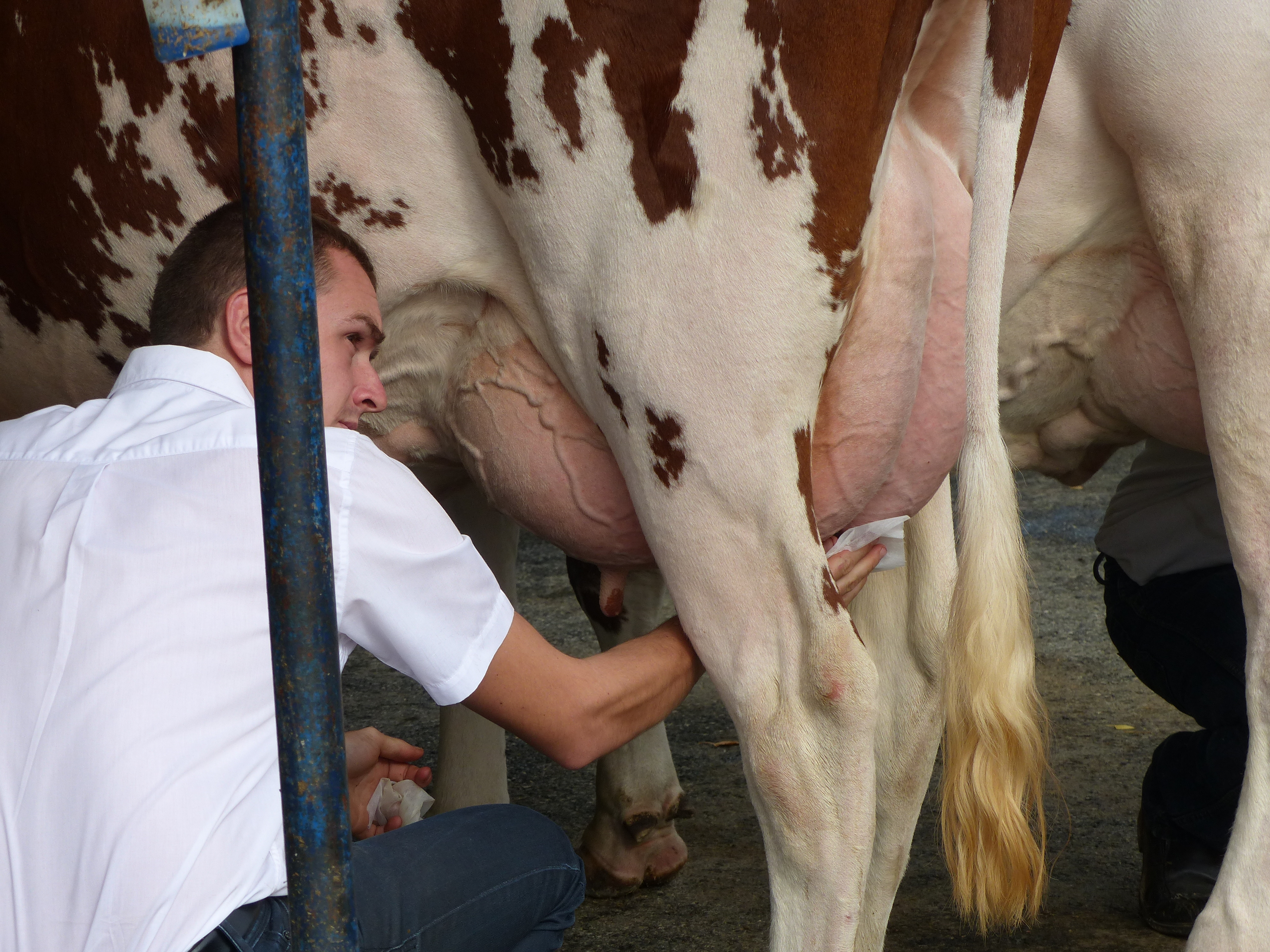
Désinfection de la mamelle pour éviter les mammites et la contamination du lait par des bactéries
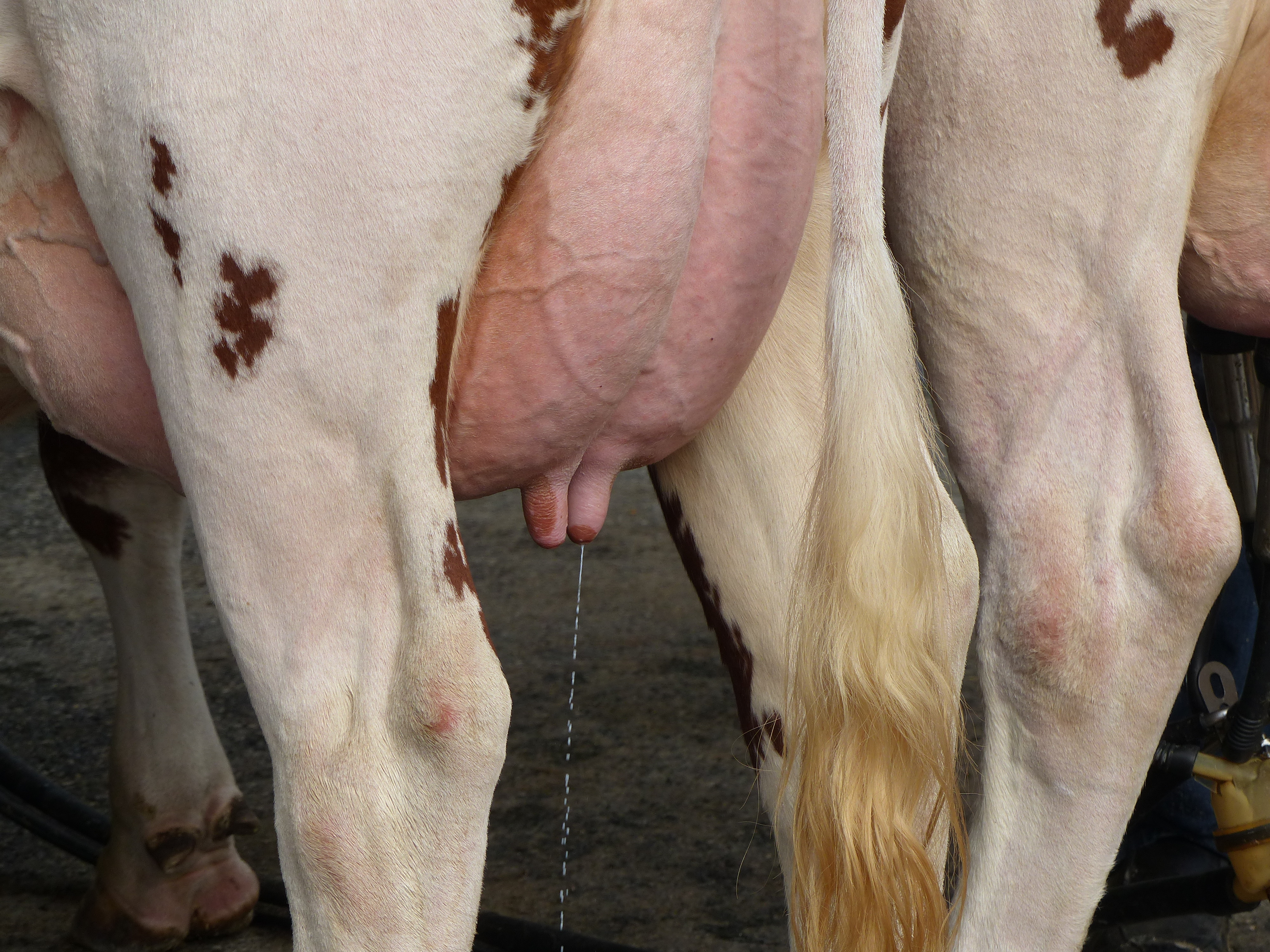
Après la désinfection, il est fréquent que la mamelle fuie un peu (réflexe d'éjection du lait induit par la manipulation)
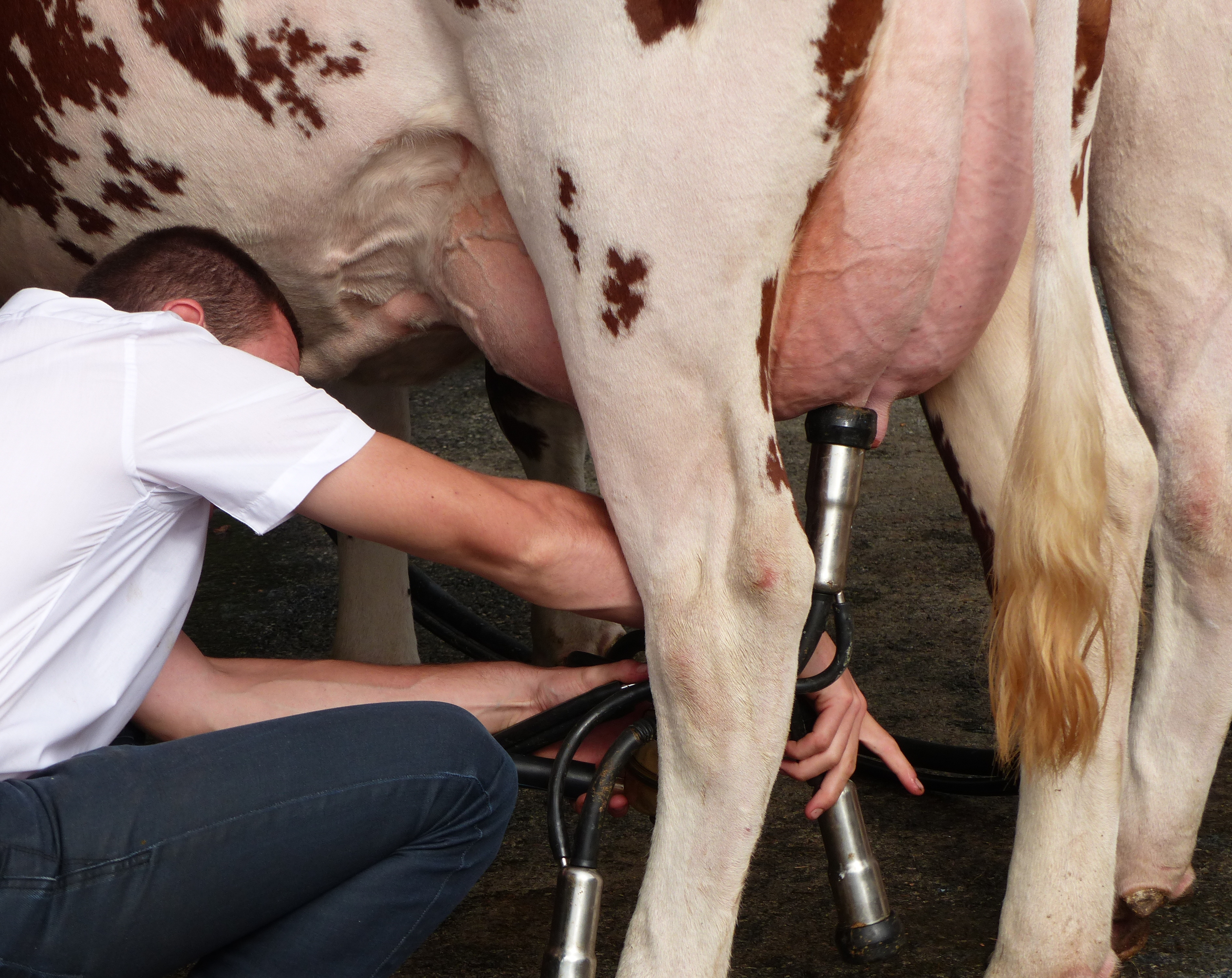
Pose de la griffe de traite pneumatique; sur le côté ou par l'arrière suivant le type d'installation
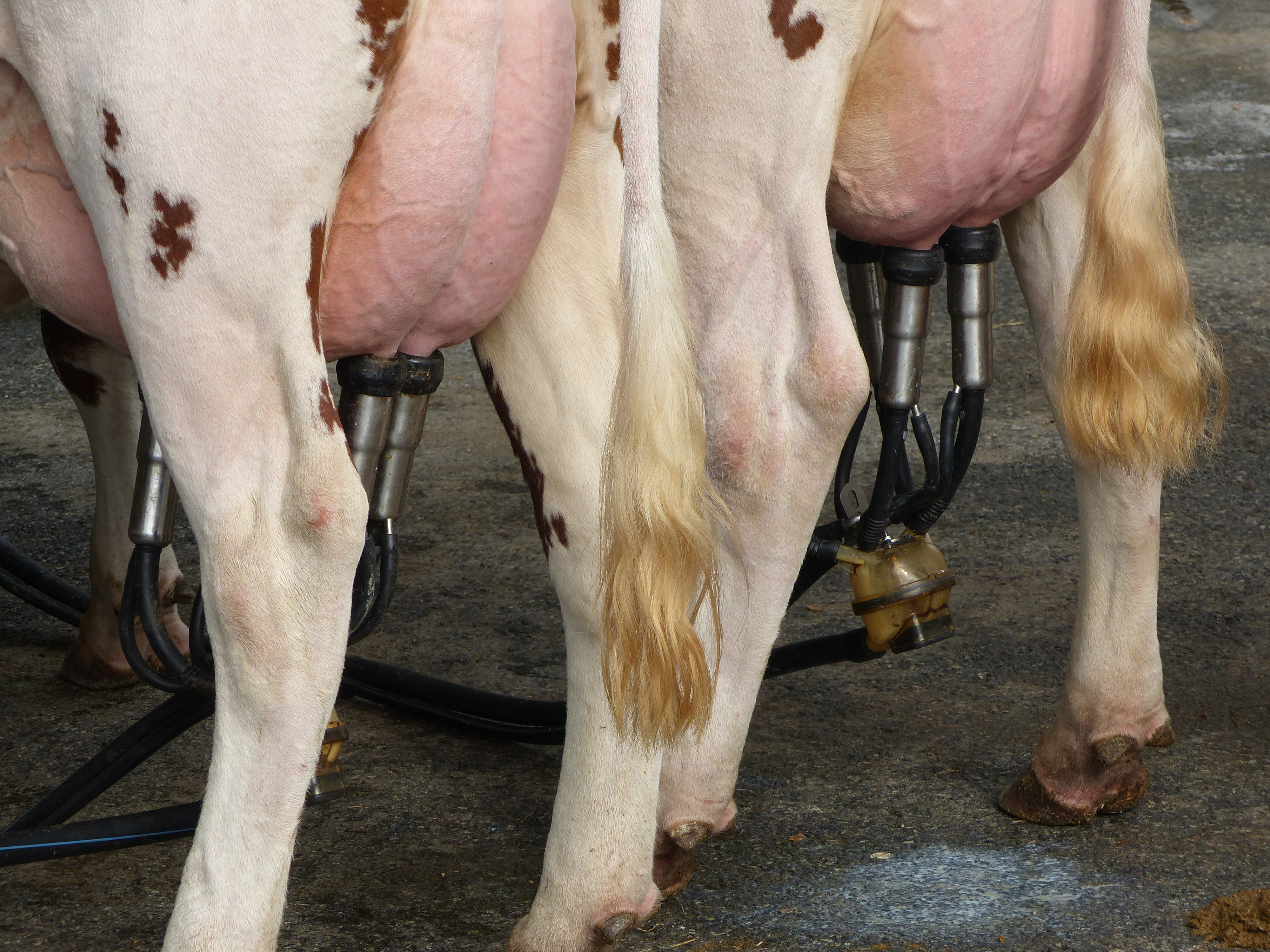
Traite automatique : la machine tient seule grâce à la force d'aspiration exercée
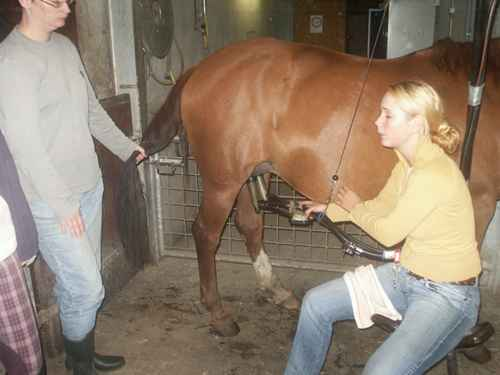
Traite mécanique d'une jument, Pays-Bas, 2007
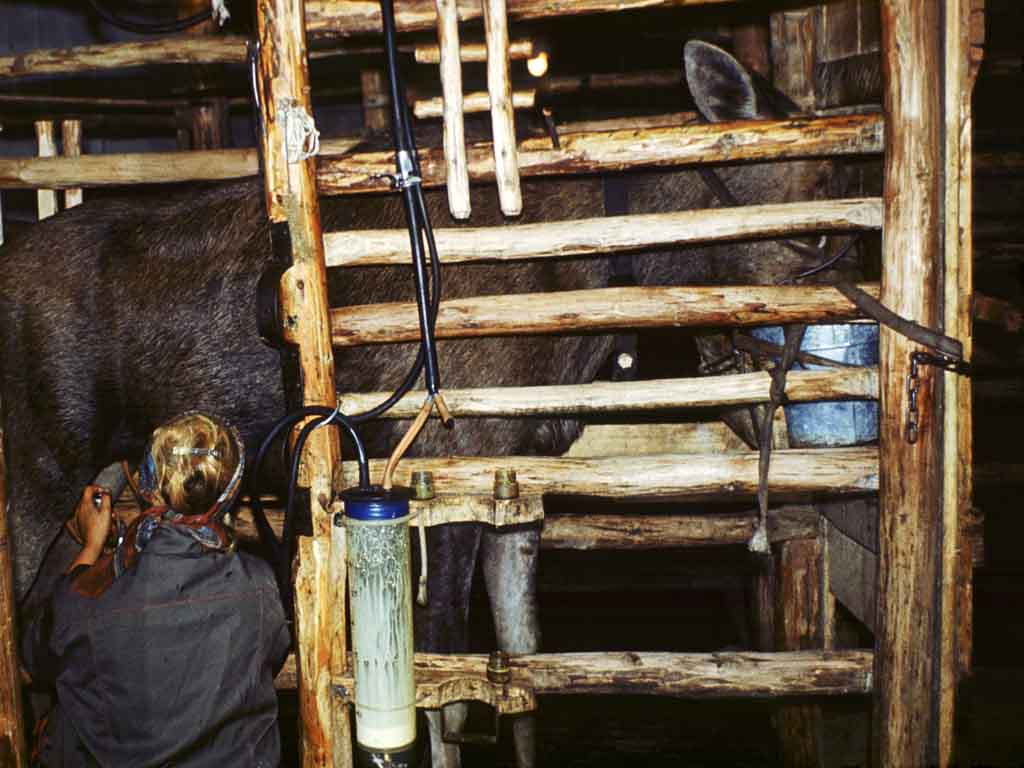
Traite d'élan en salle de traite, Russie, 2006
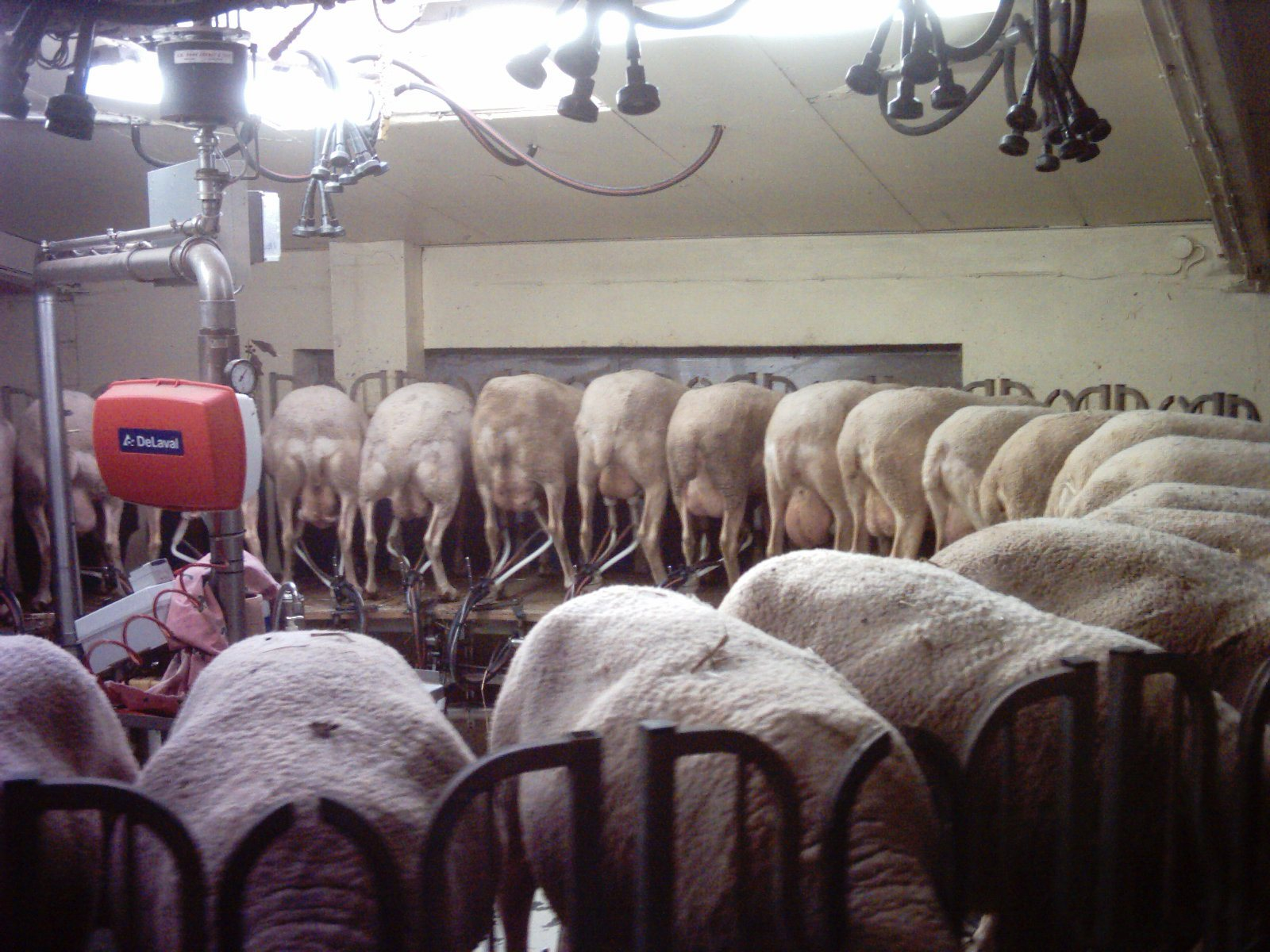
Traite de brebis dans une installation tournante ou carrousel, France, 2006.
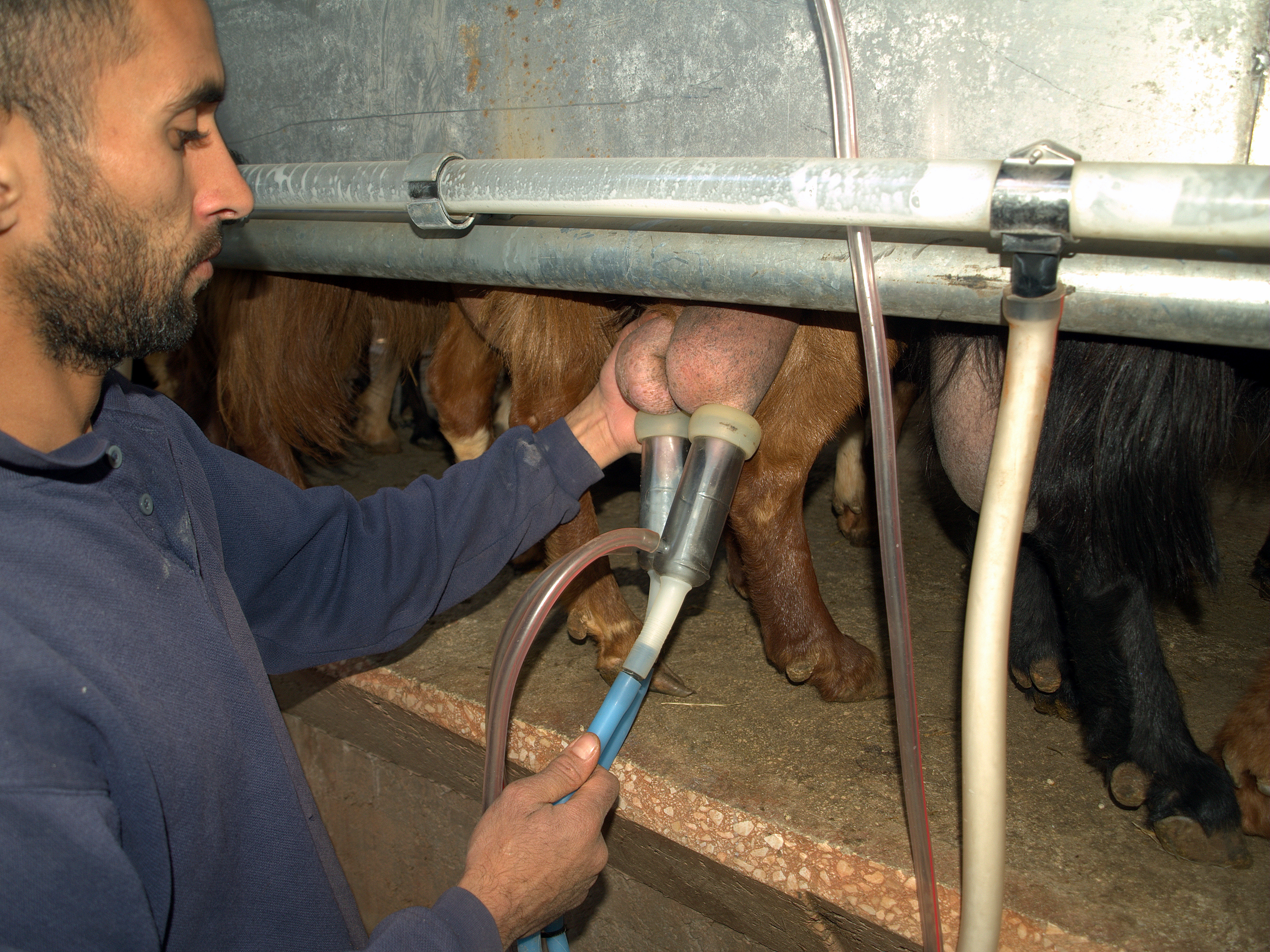
Traite de chèvres en salle de traite dans un élevage bio, Israël, 2009; pose par l'arrière
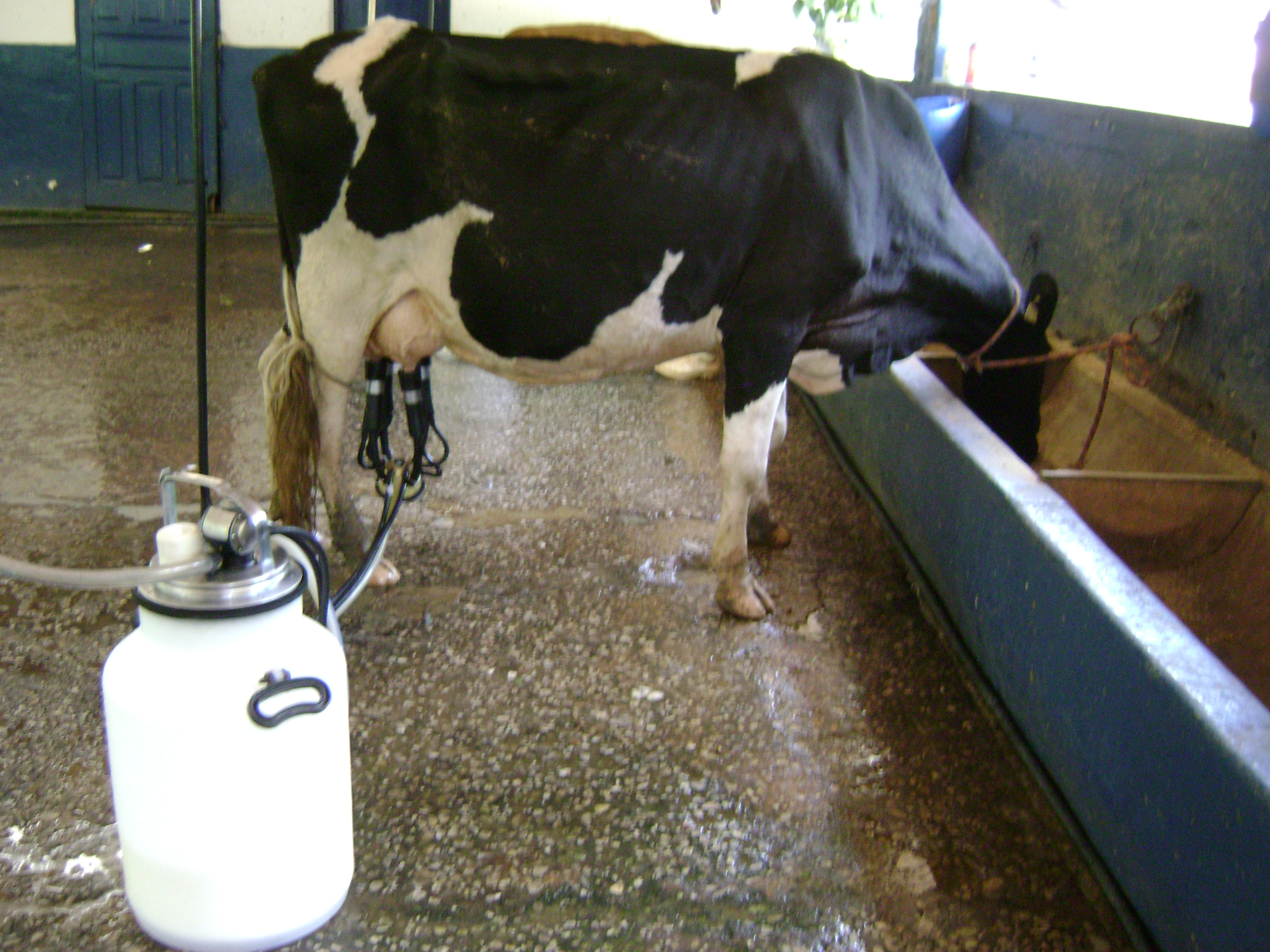
Traite au pot trayeur (hors salle de traite), Minas Gerais, Brésil, 2010.
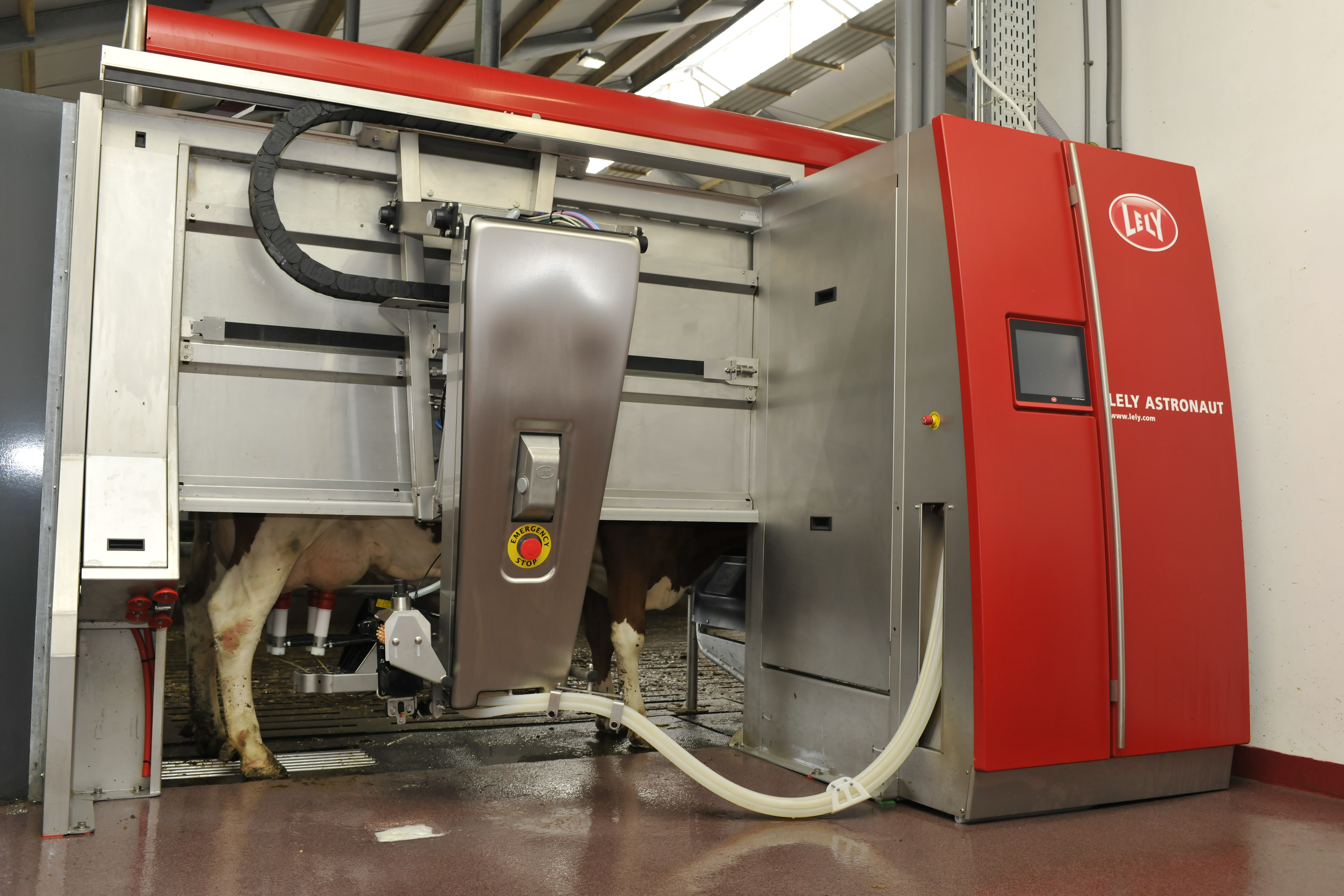
Robot de traite.